# Orsonwelles bellum
Orsonwelles bellum är en spindelart som beskrevs av Gustavo Hormiga 2002. Orsonwelles bellum ingår i släktet Orsonwelles och familjen täckvävarspindlar. Inga underarter finns listade i Catalogue of Life.